# Téglás Gábor (régész)
Téglás Gábor (Brassó, 1848. március 30. – Budapest, 1916. február 4.) középiskolai igazgató, régész, az MTA levelező tagja (1888). Az erdélyi turisztika egyik úttörője.

## Életpályája
Téglás Gábor iparos és Csergeő Anna fia. Középiskoláit Nagyenyeden végezte, különösen Herepei Károly tanárára emlékezett vissza szeretettel, aki a természet- és történelemtudományok rejtelmeibe vezette be. 1871-ben tanári oklevelet szerzett a pesti egyetemen. 1871–1904 között a dévai állami főreáliskola tanára, 1883–1904 között igazgatója. Egyúttal a Hunyadmegyei Történelmi és Régészeti Társulat dévai múzeumának igazgatója. 1904-es nyugdíjazása után Budapesten élt.
Még ifjú tanárként kezdett foglalkozni Hunyad vármegye geológiai és természetrajzi viszonyaival. Kutató kirándulásai közben keltették fel érdeklődését a barlangok, az őskori cseréptöredékek és a római kori bányászeszközök. Régészeti kutatásokba kezdett, emiatt tanulmányai kiegészítésére külföldi nagyobb múzeumokat és régiségtárakat is felkereste. 1894 nyarán Udvarhely vármegye keleti részén a Hargita alján levonuló Kabosbarázda, Ördögárok nevű sáncokat tanulmányozta és a Limes dacicus keleti szakaszát kutatta. 1895 nyarán a Peutinger táblának Daciába vonuló nyugati útvonalát fejtette meg. 1896 után az országos közoktatási tanács tagja, ugyanakkor kapta főigazgatói kinevezését. Király Pállal együtt vezette a sarmizegetuzai (Várhely) ásatásokat és a várhelyi amphitheatrum ásatási munkálatait. Tagja volt a Földrajzi Társulatnak (levelező), az Országos Embertani és Régészeti Társulatnak és a Magyar Néprajzi Társaságnak.
Fia ifjabb Gábor fiatalon hunyt el 1900-ban.

## Művei
- Egy új csontbarlang Bedellő határában. Budapest, 1882. (Mathem. és természettud. Közlemények).
- A Buhuj (Bagolyvár) nevű csontbarlang Stajerlak-Anina határában. Budapest, 1883. (Math. és Term. Közlemények XIX.).
- Déva legközelebbi vidékének őstelepei. Déva, 1887. (Különny. a dévai reáliskola Értesítőjéből).
- Az erdélyi medencze őstörténelméhez 340 praehistoricus telep ismertetése. Kolozsvár, 1887. (Orvos-természettud. Értesítő).
- Őskori nemes fémbányászatunk némely adalékai. Uo. 1887. (Különny. az Erdélyi Múzeum-egylet Kiadványaiból).
- Adalékok Dácia feliratához. 128 feliratos téglabélyeg és karczolat. Uo. 1888. (Különny. az Erdélyi Múzeum-egylet Kiadványaiból).
- Ampelum a dáciai aranybányászat hatósági központja. Uo. 1888. (Különny. az Erdélyi Múzeum-egylet Kiadványaiból).
- Ujabb barlangok az erdélyi Érczhegység övéből. Bpest, 1888. (Math. és Term. Közlemények XXII.).
- Tanulmányok a rómaiak daciai aranybányászatáról. 1 térképpel. Székfoglaló értekezés. Uo. 1889. (Értekezések a tört. tud. köréből XIV. 6.).
- A Korábia bányászata és kettős sírmezeje Zalatna közelében. 1890. (Archaeologiai Közlemények).
- Tanulmányok a rómaiak daciai aranybányászatáról. Az aranybányászat ethnologiai és administrationális szervezete Daciában. Uo. 1891. Két rész. (Értekezések a tört.-tud. köréből XV. 1.).
- Kalauz. EMKE uti kalauz Magyarország erdélyi részeiben. Kolozsvár, 1891.
- Ujabb adalékok az aldunai zuhatagok sziklafelirataihoz s az aldunai határvédelem viszonya Dacia történetéhez egészen Trajanus felléptéig. Budapest, 1894.
- Dák várak Udvarhelymegye keleti és északi hegyvidékein. Kolozsvár, 1895. (Különny. az Erdélyi Múzeumból).
- Az Al-Duna felső zuhatagjainak szerepe a rómaiak történetében Trajanus fölléptéig. Budapest, 1896. (Különny. a Századokból).
- Dácia délvidékének legrégibb feliratos emlékei s ezek történet-helyrajzi jelentősége. Temesvár, 1897. (Délmagyarországi tört. és rég. Értesítő).
- A székelyudvarhelyi római castrum és katonai fürdője. Két rajzzal. Kolozsvár, 1897. (Különny. az Erdélyi Múzeumból).
- Herodotos Daciára vonatkozó földrajzi adalékainak kritikai méltatása. Budapest, 1899. (Értek. a tört. tud. kör. XVIII. 1.).
- Tanulmányok Dacia délkeleti hadi szervezetéről. Négy rajzmelléklettel. Budapest, 1901. (Ért. a tört. tud. kör. XIX. 5.).
- Hunyadmegye története. I. kötet. Hunyadmegye története az őskortól a honfoglalásig. Budapest, 1902. (Gróf Kuun Géza és Torma Zsófia czikkeivel).
- Hunyadmegyei Kalauz. Kolozsvár, 1902.
- Uti Kalauz a dévai áll. főreáliskola tanárainak és ifjúságának 1902. jún. 7. ünnepi kirándulására. Déva, 1902.
- Kalauz... a gyulafehérvári tanulmánykirándulására. Déva, 1903. 35 képmelléklettel.
- A dévai reáliskola története és elhelyezése máig vagyis 1871-től 1903-ig. Déva, 1903. (Dévai reáliskola Értesítője).
- Hunyadmegye közgazdasági leírása. Budapest, 1903. (Különny. a Közgazdasági Szemléből).
- Ujabb adatok Domician két daciai hadjáratához. Kolozsvár, 1904. (Különny. az Erdélyi Múzeumból).
- Tocilescu Gergely régészeti felfedezései Alsó-Daciában. Kolozsvár, 1904. (Különny. az Erdélyi Múzeumból).
- Az alföldi sánczok maros-dunaközi csoportjának helyrajza és technikai szerkezete. Bpest, 1905. (Ért. a tört. tud. kör. XX. 2.).
- Történelmi-régészeti adalékok a daciai aranybányászat mintájául szolgált Thrácia, Macedónia és Moesia őskori bányászatának központjairól. 1 térképpel. Bpest, 1905. (Különny. a Bányászati és Kohászati Lapokból).
- Torma Károly r. tag emlékezete. Budapest. 1905. (Emlékbeszédek XII. 9.).
- Limes-tanulmányok. Budapest, 1906. (Értek. a tört. tud. kör. XXI. 2.).
- A háromszékmegyei Bodra szorosban Románia határán 1887-ben talált arany rudak bélyegváltozatai és azok bányatörténelmi jelentősége, Budapest, 19. Uo. 1905. (Különny. a Bányászati és Kohászati Lapokból).
- Budapest őskora. Budapest, 1905. (Különny. a Budapesti Szemléből).
- Hogyan néztek ki a rómaiak daliás aranybányászai? Budapest, 1908. (Különny. a Bányászati és Kohászati Lapokból).
- A vasbányászat őshazája s a nyugatázsiai és kelet-európai vasipar úttörői. Budapest, 1908. (Különny. a Bányászati és Kohászati Lapokból).
- A római vasbányászat daciai administratiójának emlékköre... Budapest, 1808. (Különny. a Bányászati és Kohászati Lapokból).
- A görögök és rómaiak aranybányászatáról általában. Budapest, 1908. (Kül. ny. a Bány. és Koh. Lapokból).
- Az iparvilágban ismert és használt fák és cserjék a görög és római íróknál. Budapest, 1908. (Különny. az Erdészeti Lapokból).
- Adalékok a rómaiak ólombányászatához, tekintettel Dacia és Pannonia ólomcultusemlékeire. Budapest, 1909. 28 rajzzal. (Különny. a Bányászati és Kohászati Lapokból).

Szerkesztette a dévai m. kir. állami főreáliskola Értesítőjét 1891-1898 között, Hunyadmegye monográfiáját, a hunyadmegyei tört. és rég. társulat Évkönyvének VIII. kötetét (1893-96.), részt vett az erdélyi Kárpát-egylet Erdély című folyóiratának szerkesztésében.

## Emlékezete
A Déván 2005-ben megalakult magyar iskola az ő nevét viseli (Téglás Gábor Elméleti Líceum).